# 간장 선생
《간장 선생》(カンゾ-先生, Dr. Akagi)은 일본에서 제작된 이마무라 쇼헤이 감독의 1998년 코미디, 드라마 영화이다. 에모토 아키라 등이 주연으로 출연하였고 이노 히소 등이 제작에 참여하였다.

## 출연

### 주연
- 에모토 아키라
- 아소 구미코
- 주로 카라

### 조연
- 마사노리 세라
- 자크 갬블랭
- 마쓰자카 게이코
- 시미즈 미사
- 키타무라 유키야
- 야마다 마사토
- 타구치 토모로오
- 이부 마사토

## 기타
- 원작자: 사카구치 안고
- 미술: 이나가키 히사오
- 분장: 요코세 유미
- 의상: 치요다 케이스케
- 의상: 코즈 이쿠코
- 배역: 요시카와 타케후미